# دانيال نيلسون (ملحن)
دانيال نيلسون (بالسويدية: Daniel Nelson؛ بالإنجليزية: Daniel Nelson) هو ملحن سويدي وأمريكي، ولد في 1 مايو 1965 في بيثيسدا في الولايات المتحدة.

## وصلات خارجية
- دانيال نيلسون على موقع IMDb (الإنجليزية)
- دانيال نيلسون على موقع ميوزك برينز (الإنجليزية)
- دانيال نيلسون على موقع ديسكوغز (الإنجليزية)

- الموقع الرسمي